# (68) Leto
(68) Leto ist ein Asteroid des mittleren Hauptgürtels, der am 29. April 1861 vom deutschen Astronomen Karl Theodor Robert Luther an der Sternwarte Düsseldorf entdeckt wurde.
Der Asteroid wurde benannt nach Leto, der Tochter der Titanen Koios und Phoibe und durch Zeus Mutter von Artemis und Apollon. Die Benennung erfolgte durch Friedrich Wilhelm August Argelander, Adalbert Krueger und Bernhard Tiele (1838–1871) in Bonn.

## Wissenschaftliche Auswertung
Mit Daten radiometrischer Beobachtungen im Infraroten am Cerro Tololo Inter-American Observatory in Chile und am Mauna-Kea-Observatorium auf Hawaiʻi im Jahr 1974 sowie am Kitt-Peak-Nationalobservatorium in Arizona im März 1976 wurden für (68) Leto erstmals Werte für den Durchmesser und die Albedo von 104 bis 128 km und 0,12 bis 0,19 bestimmt. Aus Ergebnissen der IRAS Minor Planet Survey (IMPS) wurden 1992 Angaben zu Durchmesser und Albedo für zahlreiche Asteroiden abgeleitet, darunter auch (68) Leto, für die damals Werte von 122,6 km bzw. 0,23 erhalten wurden. Mit dem Satelliten Midcourse Space Experiment (MSX) wurden 1996 bis 1997 im Rahmen der Infrared Minor Planet Survey (MIMPS) Daten erhalten, aus denen Werte von 115,5 km bzw. 0,26 bestimmt wurden. Mit einer hochaufgelösten Aufnahme mit dem Adaptive Optics (AO)-System am Teleskop II des Keck-Observatoriums auf Hawaiʻi im Infraroten vom 3. August 2006 konnte ein äquivalenter Durchmesser von 112 ± 14 km abgeleitet werden. Eine Auswertung von Beobachtungen durch das Projekt NEOWISE im nahen Infrarot führte 2011 zu vorläufigen Werten für den Durchmesser und die Albedo im sichtbaren Bereich von 128,9 km bzw. 0,21. Nach neuen Messungen mit NEOWISE wurden die Werte 2014 auf 122,5 km bzw. 0,23 korrigiert. Nach der Reaktivierung von NEOWISE im Jahr 2013 und Registrierung neuer Daten wurden die Werte 2016 mit 115,8 km bzw. 0,23 angegeben, diese Angaben beinhalten aber hohe Unsicherheiten.
Eine spektroskopische Untersuchung von 820 Asteroiden zwischen November 1996 und September 2001 am La-Silla-Observatorium in Chile ergab für (68) Leto eine taxonomische Klassifizierung als S-Typ.
Photometrische Beobachtungen von (68) Leto fanden erstmals statt vom 17. bis 21. August 1978 am La-Silla-Observatorium in Chile. Aus der gemessenen Lichtkurve wurde eine Rotationsperiode von 14,85 h abgeleitet. Auch eine kurz darauf erfolgende Beobachtung vom 24. bis 29. August 1978 am Table Mountain Observatory in Kalifornien konnte zu exakt der gleichen Periode ausgewertet werden. Bei Messungen vom 2. bis 12. Oktober 1997 am Observatorio de Sierra Nevada in Spanien wurden weitere Lichtkurven aufgezeichnet. Aus den Messungen wurde eine genauere Periode von 14,858 h bestimmt. Die vorhandenen Daten reichten aber nicht aus, um eine Rotationsachse oder die Achsenverhältnisse daraus abzuleiten.

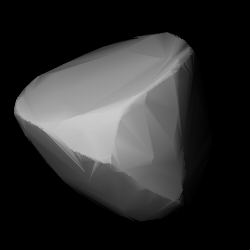
Berechnetes 3D-Modell von (68) Leto

Eine Auswertung von archivierten Lichtkurven des United States Naval Observatory in Arizona, der Catalina Sky Survey, des Roque-de-los-Muchachos-Observatoriums auf La Palma und der Siding Spring Survey ermöglichte dann in einer Untersuchung von 2011 die Berechnung eines Gestaltmodells und zweier alternativer Lösungen für die Position der Rotationsachse mit prograder Rotation und einer Periode von 14,84547 h. Auch die Auswertung von Beobachtungen einer Sternbedeckung durch den Asteroiden am 23. Mai 1999 ermöglichte es aber nicht, aus den zuvor bestimmten alternativen Rotationsachsen eine eindeutige auszuwählen, auch der Durchmesser ließ sich nicht sehr genau bestimmen.
Aus photometrischen Daten der Jahre 1978–2018 in Verbindung mit Daten von Gaia wurde dann in einer Untersuchung von 2020 mit dem Algorithmus Shaping Asteroids with Genetic Evolution (SAGE) erneut ein Gestaltmodell mit zwei alternativen Positionen für die Rotationsachse mit prograder Rotation und einer Periode von 14,84545 h erstellt. Eine Anwendung thermophysikalischer Modelle ergab zunächst einen Wert für den Durchmesser von etwa 122 ± 5 km, der unter Verwendung von Beobachtungsdaten der Okkultation von 1999 auf einen mittleren Durchmesser von 152 ± 20 bzw. 133 ± 8 km (auch hier konnte für keine der beiden alternativen Rotationsachsen eine Entscheidung gefällt werden) überarbeitet werden konnte.
Zwischen 2012 und 2018 wurden mit der All-Sky Automated Survey for Supernovae (ASAS-SN) auch photometrische Daten von 20.000 Asteroiden aufgezeichnet. Auf mehr als 5000 davon konnte erfolgreich die Methode der konvexen Inversion angewendet werden, darunter auch (68) Leto, für die in einer Untersuchung von 2021 ein verbessertes dreidimensionales Gestaltmodell für eine Rotationsachse mit prograder Rotation und einer Periode von 14,8453 h berechnet wurde. Aus archivierten Daten des Asteroid Terrestrial-impact Last Alert System (ATLAS) aus dem Zeitraum 2015 bis 2018 konnte in einer Untersuchung von 2022 mit der Methode der konvexen Inversion eine Rotationsperiode von 14,845 h berechnet werden.
Abschätzungen von Masse und Dichte für den Asteroiden (68) Leto aufgrund von gravitativen Beeinflussungen auf Testkörper ergaben in einer Untersuchung von 2012 eine Masse von etwa 3,28·1018 kg, was mit einem angenommenen Durchmesser von etwa 125 km zu einer Dichte von 3,21 g/cm³ führte bei einer Porosität von 3 %. Diese Werte besitzen eine hohe Unsicherheit im Bereich von ±60 %.